# Miss Polski 2024
Miss Polski 2024 – 35. edycja konkursu piękności Miss Polski, której gala finałowa odbyła się 5 lipca 2024 roku w Nowym Sączu. 
Gospodarzami konkursu byli: Agnieszka Hyży, Krzysztof Ibisz, Ilona Krawczyńska i Aleksander Sikora. W trakcie imprezy wystąpili: Margaret i Kamil Bednarek.
W ćwierćfinale konkursu Miss Polski 2024 ze 162 kobiet wybrano 60 półfinalistek. 26 kwietnia 2024 w półfinale wybrano 32 finalistki, po dwie z każdego województwa.
Miss Polski 2024 została Kasandra Zawal.

## Rezultaty
| Tytuł            | Laureatka           |
| ---------------- | ------------------- |
| Miss Polski 2024 | Kasandra Zawal      |
| I Wicemiss       | Weronika Kietlińska |
| II Wicemiss      | Zuzanna Śladowska   |
| III Wicemiss     | Zuzanna Balonek     |
| IV Wicemiss      | Karolina Grabowska  |

### Nagrody specjalne
| Tytuł               | Laureatka       |
| ------------------- | --------------- |
| Miss Widzów Polsatu | Magdalena Batko |

## Finalistki
| Nr | Kandydatka            | Wiek | Województwo         | Miejscowość      |
| -- | --------------------- | ---- | ------------------- | ---------------- |
| 1  | Dominika Kowalczyk    | 26   | Dolnośląskie        | Wrocław          |
| 2  | Kinga Cyran           | 26   | Dolnośląskie        | Wrocław          |
| 3  | Daria Stogińska       | 28   | Kujawsko-pomorskie  | Janikowo         |
| 4  | Karolina Szwajłyk     | 24   | Kujawsko-pomorskie  | Bydgoszcz        |
| 5  | Aleksandra Czerwińska | 20   | Lubelskie           | Świdnik          |
| 6  | Aleksandra Rudzka     | 21   | Lubelskie           | Lublin           |
| 7  | Natalia Chmurzyńska   | 20   | Lubuskie            | Stary Dwór       |
| 8  | Anna Cichomska        | 19   | Lubuskie            | Sulęcin          |
| 9  | Antonina Piotrowska   | 25   | Łódzkie             | Łódź             |
| 10 | Karolina Zbiejczyk    | 19   | Łódzkie             | Łódź             |
| 11 | Magdalena Szewczyk    | 24   | Małopolskie         | Kraków           |
| 12 | Zuzanna Balonek       | 19   | Małopolskie         | Laskowa          |
| 13 | Weronika Piątek       | 23   | Mazowieckie         | Ostróda          |
| 14 | Zuzanna Śladowska     | 24   | Mazowieckie         | Warszawa         |
| 15 | Alicja Grzejszczak    | 22   | Opolskie            | Krapkowice       |
| 16 | Sylwia Kowcuń         | 25   | Opolskie            | Opole            |
| 17 | Klaudia Mendyka       | 26   | Podkarpackie        | Jarosław         |
| 18 | Monika Serwińska      | 26   | Podkarpackie        | Sulistrowa       |
| 19 | Karolina Grabowska    | 20   | Podlaskie           | Białystok        |
| 20 | Julia Roszko          | 23   | Podlaskie           | Białystok        |
| 21 | Angela Kosoulieva     | 24   | Pomorskie           | Gdynia           |
| 22 | Oliwia Niezabitowska  | 23   | Pomorskie           | Gdynia           |
| 23 | Roksana Cieplińska    | 23   | Śląskie             | Dąbrowa Górnicza |
| 24 | Nicole Nowocień       | 21   | Śląskie             | Dąbrowa Górnicza |
| 25 | Magdalena Batko       | 19   | Świętokrzyskie      | Włoszczowa       |
| 26 | Weronika Nowak        | 19   | Świętokrzyskie      | Starachowice     |
| 27 | Aneta Czarnowska      | 19   | Warmińsko-mazurskie | Ostróda          |
| 28 | Weronika Kietlińska   | 22   | Warmińsko-mazurskie | Ostróda          |
| 29 | Kasandra Zawal        | 28   | Wielkopolskie       | Bierzglinek      |
| 30 | Daria Świerczyńska    | 27   | Wielkopolskie       | Stare Miasto     |
| 31 | Agata Buczkowska      | 25   | Zachodniopomorskie  | Wałcz            |
| 32 | Małgorzata Molik      | 28   | Zachodniopomorskie  | Choszczno        |